# Seleção Taitiana de Futebol Americano
A Seleção Taitiana de futebol americano, é a representante no futebol americano do Taiti. É governada pela FTFA. Eles são membros da OFAF, porém ainda não foram admitidos pela IFAF, portanto, nunca competiram na Copa do Mundo de Futebol Americano. 

## Uniformes
| Helmet   |      |           |
| Left arm | Body | Right arm |
| Trousers |      |           |
| Socks    |      |           |
| Casa     |      |           |

| Helmet   |      |           |
| Left arm | Body | Right arm |
| Trousers |      |           |
| Socks    |      |           |
| Fora     |      |           |